# Emil von Škoda

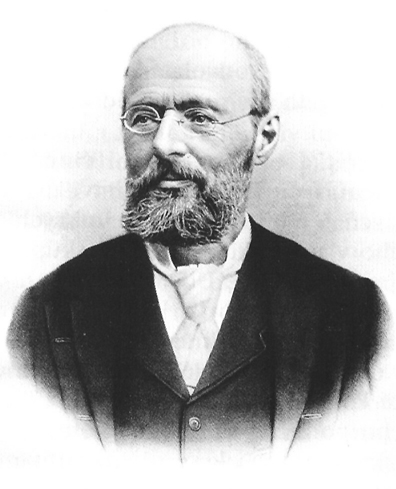
Emil Škoda

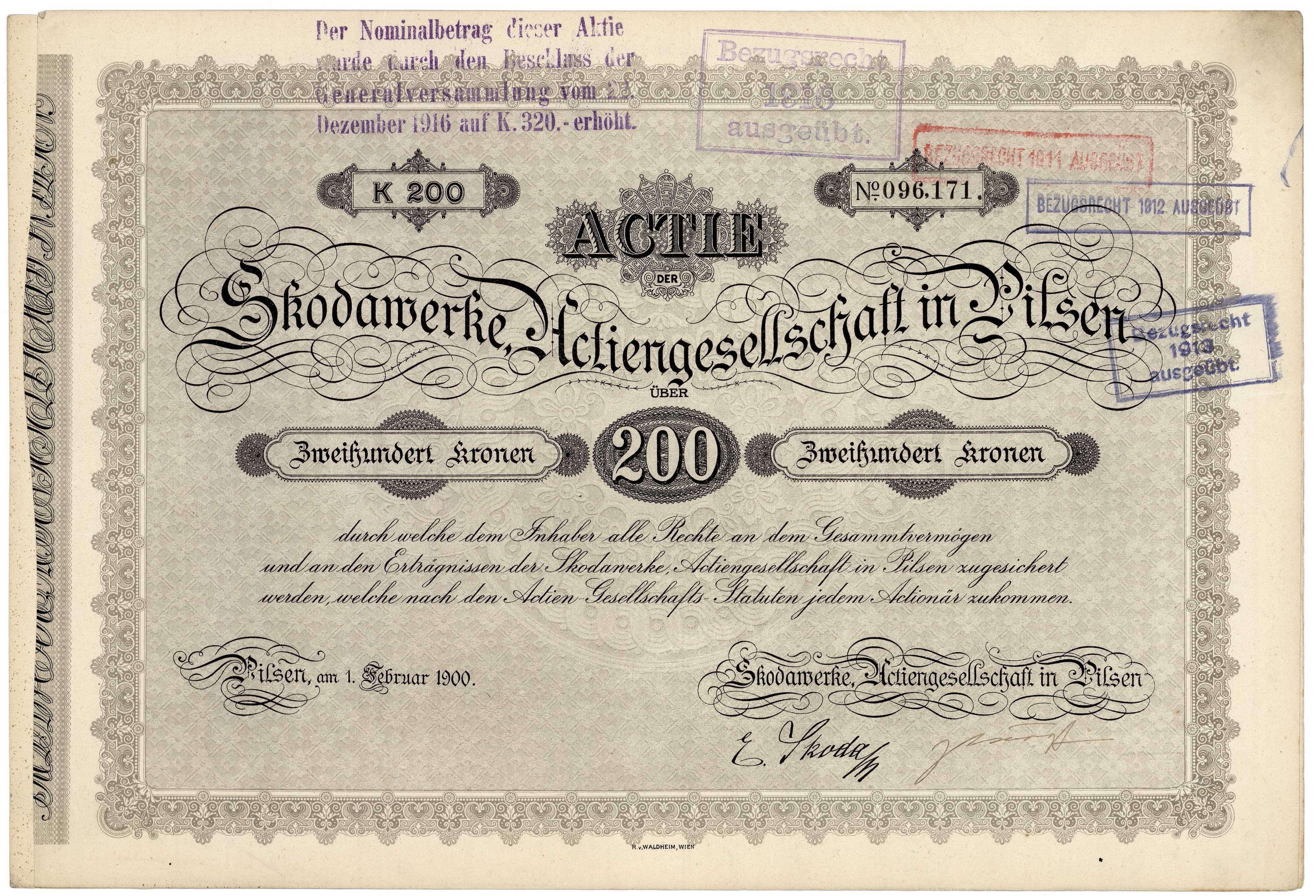
Aktie der Škodawerke AG vom 1. Februar 1900 mit Unterschrift von Emil von Škoda

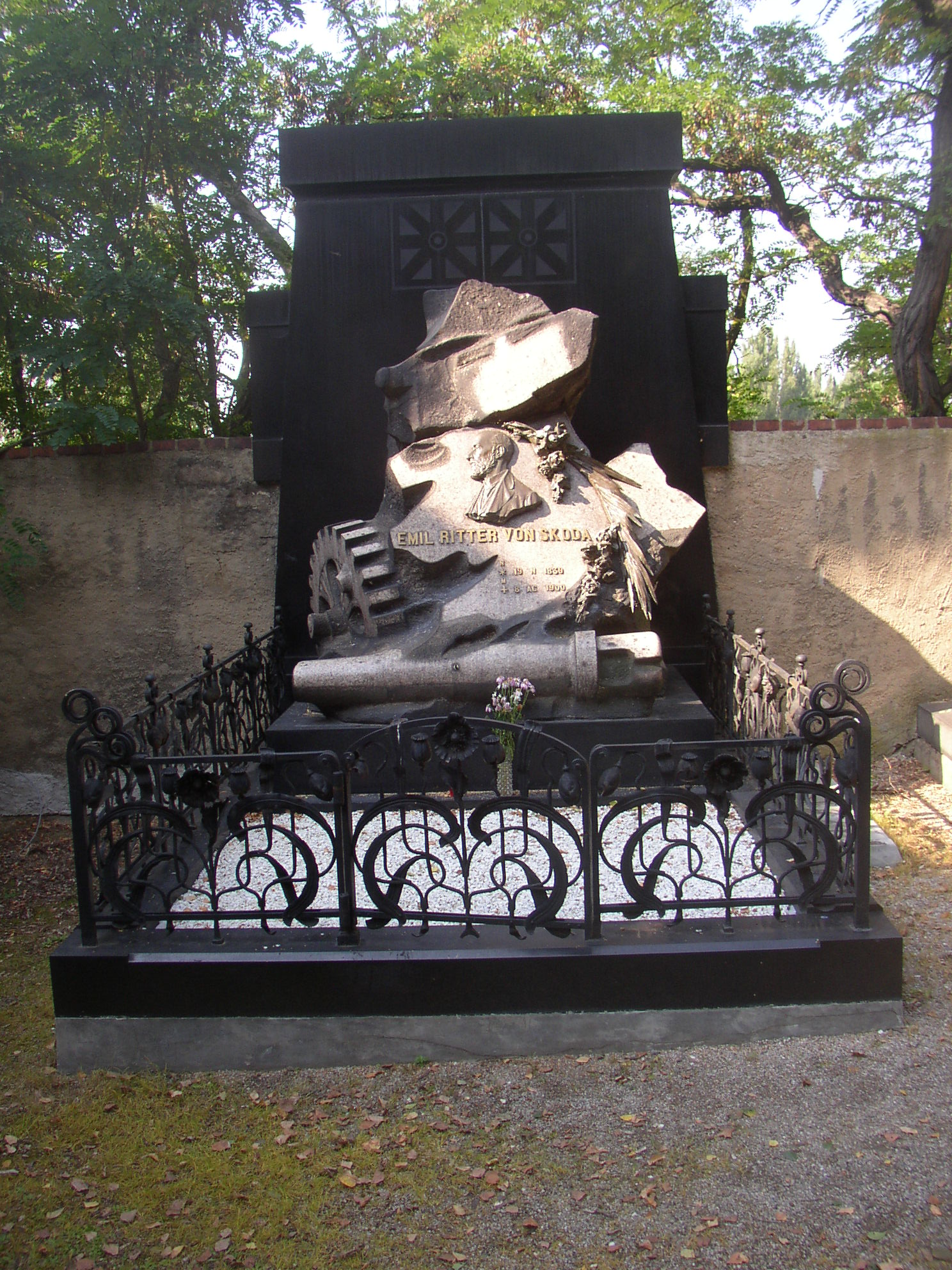
Grab von Emil Škoda in Pilsen

Emil Ritter von Škoda (* 18. November 1839 in Pilsen, Österreich-Ungarn; † 8. August 1900 auf der Heimreise von Bad Gastein kurz nach 2 Uhr früh in einem Eisenbahnzug bei Selzthal in der Obersteiermark) war ein böhmischer Ingenieur, Industrieller und Namensgeber des Maschinenbaukonzerns Škoda.

## Leben und Herkunft
Emil Škoda war der Sohn des Landes-Sanitätsreferenten für Böhmen in Prag Franz Ritter von Škoda und dessen zweiter Ehefrau Johanna-Margarethe geb. Rziha und Enkel des Josef Škoda, Nagelschmied in Pilsen. Sein Onkel Josef war Professor für Medizin an der Universität Wien. Am 22. August 1871 ehelichte Emil von Škoda Hermine Hahnenkamm, die Enkelin des Hauptgründers des Bürgerlichen Brauhauses in Pilsen. Dem Ehepaar wurden vier Kinder geboren, darunter Karl Ritter von Škoda (1878–1929), Generaldirektor der Škoda-Werke in Pilsen und die Schriftstellerin Herma von Škoda (1879–1966), verehelicht mit Richard Lauer (1891–1944), Oberingenieur der Škoda-Werke.
Škoda war Absolvent der Unterrealschule in Eger und Oberrealschule in Prag, studierte Maschinenbau am Polytechnikum in Prag, am Polytechnikum in Karlsruhe und in Stuttgart. Anschließend war er als Ingenieur in Chemnitz und Magdeburg tätig. Hierbei lernte und arbeitete er um 1864 bei der Firma Richard Hartmann in Chemnitz. Ab 1866 leitete er als Oberingenieur den Maschinenbaubetrieb des Ernst Graf Waldstein-Wartenberg (1809–1876) in Pilsen, den er am 12. Juli 1869 als Betrieb mit 33 Mitarbeitern durch Kauf erwarb. Škoda baute ihn zu den Stahl- und Waffenwerken Škoda in Pilsen mit 4.000 Beschäftigten aus, die in der Anfangszeit Zuckerfabriken, Brauereien und Eisenhütten mit Anlagen und Gussteilen belieferten. 1885 erfolgte der Bau einer Guss-Stahlhütte.
1866 wurde die Rüstungsproduktion aufgenommen, dem folgte die Gründung einer Waffenfabrik. In einer besonderen Abteilung der Škoda-Werke wurden Kanonen und Munition für Kriegsschiffe insbesondere für die österreich-ungarische Kriegsmarine an der Adria produziert. In seinem Testament vermachte Emil von Škoda 80.000 Kronen für seine in dieser Fabrik alt und erwerbsunfähig gewordenen Arbeiter. Der Stadt Pilsen hinterließ er 10.000 Kronen und für seine Bediensteten stiftete er bedeutende Legate. 1869 beteiligte er sich an der Gründung einer Aktienbrauerei in Pilsen.
Während der Wirtschaftskrise in den 1870er-Jahren baute Emil von Škoda seine Auslandsaktivitäten aus und lieferte Anlagen nach Ungarn, auf den Balkan und ins Russische Kaiserreich. In Kiew wurde eine Niederlassung eröffnet. 1899 wurde er Vorsitzender und Generalsekretär einer neugegründeten Aktiengesellschaft seiner Firmengruppe. Diesen Posten bekleidete er bis zu seinem Tod im Jahre 1900 in der Nähe von Selzthal in der Obersteiermark bei der Heimreise vom  Kurort Bad Gastein. Nachfolger in der Firmengruppe wurde sein Sohn Karl von Škoda als Generaldirektor.

## Würdigung
Škoda war nicht nur Techniker und Produktionsleiter, sondern auch ein guter Kaufmann. Er hatte ein Gefühl für neue Entwicklungen, aber auch ein Gespür für Problemfelder. Sein Unternehmen nahm für damalige Verhältnisse schwierig umzusetzende technische Aufträge an und fand dazu Lösungen, was ihm militärische Aufträge für Kriegsmaterial einbrachte. Zu seinen Verdiensten gehörte auch die Weiterentwicklung des Maschinenbaus in Böhmen. Er war, vom Kaiser berufen,  Mitglied des österreichischen Herrenhauses, Mitglied des Böhmischen Landtags und einer Reihe von industriellen Vereinigungen und Institutionen.
Im Gedenken an Emil von Škoda ist ein Wettbewerb benannt, den die Škoda Holding ausschreibt. Der mit bis zu 80.000 Kronen dotierte Preis wird auf Antrag für eine technische Diplom- oder Doktorarbeit vergeben.
Auch für den Namen des Automobilherstellers Škoda Auto ist Emil von Škoda der Namensgeber.